# Resolutie 2319 Veiligheidsraad Verenigde Naties
Resolutie 2319 van de Veiligheidsraad van de Verenigde Naties werd op 17 november 2016 unaniem aangenomen door de VN-Veiligheidsraad. Het Gezamenlijk Onderzoeksmechanisme met de Organisatie voor het Verbod op Chemische Wapens (OPCW) werd met een jaar verlengd. Dit mechanisme moest uitzoeken welke partijen in de Syrische Burgeroorlog chemische wapens gebruikten.
Dit was de laatste keer dat het mechanisme werd verlengd. Het jaar nadien raakten de Verenigde Staten en Rusland het niet eens over aanpassing van het mandaat, waardoor dit mandaat verstreek zonder te worden verlengd.

## Standpunten
Deze resolutie was het resultaat van intensieve onderhandelingen tussen de Verenigde Staten en Rusland. De VS loofden Rusland voor de houding die het tijdens die onderhandeling had aangenomen. De VS stelden ook dat het onderzoek het gebruik van chemische wapens ontmoedigde, waardoor het aantal incidenten was afgenomen. Dat onderzoek had inmiddels aan het licht gebracht dat het regime van Assad chemische wapens inzette tegen de bevolking en dat ook IS mosterdgas had gebruikt. Er moest niet enkel uitgezocht worden wie verantwoordelijk was, maar ook bestraft worden; zo zeiden de Verenigde Staten en het Verenigd Koninkrijk.
Rusland bleef sceptisch over het rapport van het mechanisme, dat onpartijdig en objectief moest werken. Rusland betreurde ook dat verschillende Russische initiatieven door andere landen tegengehouden waren. Politieke geschillen moesten opzij gezet worden om de kwestie samen aan te pakken. Ook Frankrijk vond dat laatste, en hoopte dat er ook snel sancties zouden volgen.
China was tevreden dat meer aandacht zou gaan naar het gebruik van chemische wapens door niet-staten en samenwerking met Syriës buurlanden. Egypte wees erop dat terroristen steeds beter in staat waren om chemische wapens aan te maken, en dat de Veiligheidsraad in staat moest zijn om daar een eind aan te maken. Deze resolutie kon een nieuwe drijfveer zijn om een oplossing te vinden voor de crisis in Syrië.

### Volgende resoluties

#### Geen sancties
In februari 2017 blokkeerden Rusland en China een nieuwe resolutie van Frankrijk, het Verenigd Koninkrijk en de Verenigde Staten die sancties zou hebben ingesteld tegen diegenen die chemische wapens aanmaakten of gebruikten in Syrië. Rusland vond de bewijzen die het onderzoeksmechanisme aanbracht onvoldoende en meende dat ze van "verdachte bronnen" kwamen. De resolutie zou bovendien een politiek instrument zijn om de Syrische overheid te beschuldigen en uiteindelijk weg te krijgen, en om de – door Rusland en Turkije in gang gezette – vredesgesprekken in Astana te ondermijnen. President Putin had vooraf reeds gezegd geen nieuwe sancties tegen Syrië te zullen steunen. China stelde dat de resolutie gebaseerd was op conclusies van het mechanisme waarover nog onenigheid bestond, en daarom ook overhaast was en niet zou bijdragen aan een oplossing voor het conflict in Syrië. Volgens het mechanisme had het Syrische regime in de periode 2014-2015 drie keer chemische wapens gebruikt, en terreurgroep Islamitische Staat één keer.

#### Geen nieuwe verlenging

Het front tussen de rebellen (groen) en het regime (rood) rondom Khan Sheikhoun (rode cirkel) op de dag van de gifgasaanval, 4 april 2017. De stad was toen in handen van Tahrir al-Sham.

Op 24 oktober 2017 blokkeerde Rusland met zijn vetorecht een resolutie die het mandaat van het onderzoeksmechanisme opnieuw zou hebben verlengd. Het land wilde het rapport over de aanvallen met chemische wapens in Um Housh en Khan Sheikhoun begin april afwachten. Dat rapport werd twee dagen later verwacht. Rusland zei een onpartijdig onderzoek te willen, maar dat de Verenigde Staten al uitgemaakt hadden wie schuldig was. De resolutie eerder voorleggen zou enkel bedoeld zijn om Rusland in een slecht daglicht te stellen, omdat men wist dat het zijn veto zou gebruiken. Volgens Rusland was het de VS die op die manier de kwestie tot een politieke zaak maakte. Een Russisch voorstel om de stemming uit te stellen tot 7 november werd weggestemd. Ook Bolivia had tegen gestemd, en vroeg waarom een voorstel werd voorgelegd wetende dat er een veto zou komen. Door tegen te stemmen wilde men oproepen om de eenheid te bewaren. China en Kazachstan hadden zich onthouden. China vond dat men rekening had moeten houden met de wens van bepaalde leden van de Veiligheidsraad om het mechanisme te verbeteren.
De Verenigde Staten en het Verenigd Koninkrijk vonden dan weer dat Rusland de zaak politiseerde door het mandaat aan het rapport te koppelen. Volgens hen kon dat door al over het mandaat te stemmen vermeden worden. Rusland had ook aangegeven het mandaat van het mechanisme met zijn vetorecht te beëindigen als het rapport van het mechanisme het Syrische regime aanwees als de schuldige achter de aanvallen met chemische wapens. Rusland betwistte dat het regime van Assad verantwoordelijk was. De onderzoekers waren zelf ook niet in Khan Sheikhoun geweest omdat het daar te onveilig was, wat mede een gevolg was van het feit dat Syrië niet meewerkte. De Amerikaanse vertegenwoordiger bij de VN, Nikki Haley, zei dat men niet zomaar kon uitmaken wie er schuldig was en wie niet. Ook Frankrijk was die mening toegedaan. Een woordvoerder van het Franse ministerie van Buitenlandse Zaken noemde het onaanvaardbaar dat de geloofwaardigheid en onafhankelijkheid van het mechanisme ondermijnd werden omdat hun conclusies Rusland slecht uitkwamen.
Drie weken later werd de verlenging van het onderzoeksmechanisme opnieuw tegengehouden door het gebruik van veto's. Een Amerikaanse voorstel daartoe werd afgewezen door een Russisch veto. Een Russisch-Chinees tegenvoorstel werd tegengehouden door een Frans, Brits en Amerikaans veto. Het Russische voorstel zou meer nadruk gelegd hebben op het gebruik van chemische wapens door niet-staten, en de "volledige en diepgaande medewerking" van het Syrische regime hebben verwelkomd.
De Verenigde Staten en het Verenigd Koninkrijk stelden dat Rusland het mechanisme naar zijn hand wilde zette, en niet kon aanvaarden dat het onderzoek naar het Syrische regime leidde. Rusland van zijn kant vond dat het Amerikaanse voorstel niets deed om onvolkomenheden in het mechanisme recht te zetten. Zo zou het mechanisme zich baseren op niet na te trekken getuigenissen van onbekenden, de plaatsen waar aanvallen hadden plaatsgevonden niet onderzoeken en ongegronde beschuldigingen uiten tegenover het Syrische regime. Zonder aanpassing zou het land geen verlenging goedkeuren. De Russische vertegenwoordiger zei ook nog dat de situatie deed denken aan vijftien jaar eerder, toen de VS de Veiligheidsraad hadden voorgelogen over de situatie in Irak. Nu zou men, "zoals gewoonlijk", de schuld voor het stopzetten van het mechanisme op Rusland schuiven.
De dag nadien legde Japan een ultiem voorstel op tafel dat het mechanisme een maand verlengde, zodat er tijd was voor verder overleg. Ook dat voorstel stuitte op een Russisch veto. Daarmee kwam een einde aan het mechanisme, waarvan het mandaat die dag om middernacht verliep.

## Achtergrond
In 2011 braken in navolging van andere Arabische landen ook in Syrië protesten uit tegen het regime. Dat regime van president Bashar al-Assad probeerde de protesten met harde hand neer te slaan, waarbij duizenden doden vielen. Eind 2011 stelde de Arabische Liga een vredesplan voor en stuurde waarnemers, maar dat plan mislukte. Van VN-kant werden verscheidene resoluties van de Veiligheidsraad geblokkeerd door Rusland en China.
In februari 2012 werd voormalig VN-secretaris-generaal Kofi Annan aangesteld als bemiddelaar. Zijn plan hield een staakt-het-vuren in dat op 10 april 2012 moest ingaan, en waarop VN-waarnemers zouden toezien. Twee weken later werd hiertoe de UNSMIS-missie met 300 ongewapende militaire waarnemers opgericht middels resolutie 2043.
Op 21 augustus 2013 werden in een buitenwijk van Damascus chemische wapens gebruikt tegen de bevolking. Dat veroorzaakte wereldwijd verontwaardiging, en onder meer de VS dreigden met een militair ingrijpen. Later werd met het Syrische regime overeengekomen dat de internationale gemeenschap Syriës chemische wapens mocht komen ophalen en vernietigen. Desondanks bleven zich ook hierna incidenten met chemische wapens voordoen in Syrië.

## Inhoud
De Veiligheidsraad veroordeelde het gebruik van chemische wapens in Syrië als een ernstige schending van het internationaal recht. In resolutie 2118 was bepaald dat geen enkele partij in Syrië chemische wapens mocht maken of bezitten. Er moest ook op worden toegezien dat dergelijke wapens niet in handen van niet-staten kwamen, zoals Islamitische Staat.
Het mandaat van het Gezamenlijk Onderzoeksmechanisme met de OPCW dat middels resolutie 2235 was opgezet werd met een jaar verlengd. Het onderzoek diende zich zoals voordien toe te spitsen op Syrië, maar er mocht contact gezocht worden met andere landen in de regio om uit te zoeken of groeperingen als IS of Al-Nusra betrokken waren bij de inzet van chemische wapens.
Lijst ·  2260 ·  2261 ·  2262 ·  2263 ·  2264 ·  2265 ·  2266 ·  2267 ·  2268 ·  2269 ·  2270 ·  2271 ·  2272 ·  2273 ·  2274 ·  2275 ·  2276 ·  2277 ·  2278 ·  2279 ·  2280 ·  2281 ·  2282 ·  2283 ·  2284 ·  2285 ·  2286 ·  2287 ·  2288 ·  2289 ·  2290 ·  2291 ·  2292 ·  2293 ·  2294 ·  2295 ·  2296 ·  2297 ·  2298 ·  2299 ·  2300 ·  2301 ·  2302 ·  2303 ·  2304 ·  2305 ·  2306 ·  2307 ·  2308 ·  2309 ·  2310 ·  2311 ·  2312 ·  2313 ·  2314 ·  2315 ·  2316 ·  2317 ·  2318 ·  2319 ·  2320 ·  2321 ·  2322 ·  2323 ·  2324 ·  2325 ·  2326 ·  2327 ·  2328 ·  2329 ·  2330 ·  2331 ·  2332 ·  2333 ·  2334 ·  2335 ·  2336